# 烏克蘭教會曆法改革
烏克蘭教會曆法改革是指烏克蘭各教會採用新式曆法，即格里曆或儒略改革曆，取代舊式曆法儒略曆的過程。自從俄烏戰爭爆發，以及2017年11月16日格里曆聖誕節（12月25日）成為烏克蘭國定假日後，每逢臨近聖誕節，烏克蘭各宗教組織對是否要轉用格里曆或儒略改革曆的問題就會再次成為話題。自2022年俄羅斯全面入侵烏克蘭之後，曆法改革的問題變得更加迫切，因為有些評論家和教士認為，烏克蘭與俄羅斯正教會一起使用儒略曆，會使得烏克蘭陷入「俄羅斯世界」的範疇。無論是烏克蘭正教會領袖伊皮法紐斯都主教，還是烏克蘭希臘禮天主教會的領袖斯維亞托斯拉夫·舍夫丘克大總主教，均表態支持烏克蘭進行曆法改革。
2022年10月18日，烏克蘭正教會至聖主教公會議首次允許教區在儒略改革曆12月25日舉行聖誕禮拜儀式。2023年2月2日，神聖公會議批准使用儒略改革曆的祝福程序。2023年5月24日，在基輔洞窟修道院的食堂教堂舉行的主教公會議上，烏克蘭正教會通過從9月1日起轉用儒略改革曆的決定。這一決定在2023年7月27日的基輔公會議上得到了確認。
2023年2月1日至2日，在利沃夫—布留霍維奇舉行的烏克蘭希臘禮天主教會的主教公會議決定，從2023年9月1日起，烏克蘭希臘禮天主教會將會在烏克蘭採用格里曆來慶祝固定節日，這一決定由斯維亞托斯拉夫大總主教在2023年2月6日公佈。繼烏克蘭希臘禮天主教會之後，波蘭、澳大利亞和大洋洲、德國和斯堪的納維亞、英國的烏克蘭希臘禮天主教會，以及哈薩克斯坦和中亞的拜占庭禮天主教教區也通過轉用新曆法的決定。

## 歷史
儒略曆1918年2月16日，烏克蘭人民共和國按照小拉達在科羅斯堅通過的《關於在烏克蘭採用新式時間計算和將時鐘調整為中歐時間的法律》，改用格里曆，把這天算作格里曆1918年3月1日，並且把時鐘調到中歐時間。烏克蘭西部原本是奧匈帝國的一部分，那裡早就採用格里曆。在波蘭立陶宛聯邦和奧匈帝國的俄羅斯教會仍是用儒略歷，因為他們想保持自己的俄羅斯人民族認同，與波蘭天主教徒分隔開。
烏克蘭的曆法改革主要是關於聖誕節的問題，也是一種表明「向西方靠攏」的態度。幾乎所有基督徒都是按照以弗所公會議的規定，在12月25日慶祝耶穌的誕辰，這個公會議把主顯節和聖誕節分開（亞美尼亞使徒教會還是把這兩個節日放在一起，用格里曆1月6日慶祝，而其在以色列的耶路撒冷亞美尼亞宗主教區則用1月19日［儒略曆1月6日］慶祝），用的是儒略曆，但是有些正教會沿用儒略曆，所以他們的聖誕節在曆法轉換下成了1月7日。比如說，儒略曆12月25日在16和17世紀是格里曆1月4日，在18世紀是1月5日，在19世紀是1月6日，在22世紀是1月8日等等。
20世紀的時候，大部分的正教會改用新曆法，也就是儒略改革曆，因為其所在的國家都轉用格里曆。目前儒略改革曆（是一種修正儒略曆缺陷的曆法），在2800年以前都會跟格里曆一致，有16個東正教自治教會裡面的9個都用這種曆法：例如羅馬尼亞、保加利亞及捷克和斯洛伐克的正教會，及包括幾乎所有的希臘正教會：君士坦丁堡、亞歷山大、安提阿、塞浦路斯、希臘、阿爾巴尼亞的正教會，只有耶路撒冷除外。
支持曆法改革的人也認為，這樣做可以讓烏克蘭遠離俄羅斯和蘇聯的傳統。
神學家德米特羅·斯特波維克建議，烏克蘭人應該改用新的曆法。他說，沒有人知道耶穌基督到底是哪一天出生的，但是基督教的傳統認為，他是在冬至降臨人間的（也就是12月25日，從那天起白晝會逐漸變長）。所以，在慶祝耶穌基督的誕生之前，烏克蘭人應該要遵守主降生齋期，這是一種持續40天的禁食儀式，如果按照新的曆法，它會在新年前夕結束（那是一個充滿歌聲、歡笑和舞蹈的節日，這些快樂的表達在禁食期間不被允許）。
2017年11月17日，烏克蘭最高拉達通過了法案№5496《關於對〈烏克蘭勞動法典〉第73條〈關於節假日和非工作日〉進行修改》。該法案將格里曆12月25日列入《烏克蘭勞動法典》第73條的公眾假期名單。11月29日，烏克蘭總統彼得·波羅申科簽署了一項法令，宣布12月25日為公眾假期，讓人民可以按格里曆慶祝聖誕節。
2018年6月，基輔宗主教聖統烏克蘭正教會領袖菲拉列特·傑尼先科宗主教表示，只要烏克蘭人民願意，採用儒略改革曆是可能的。他還指出，大部分的正教會（15個中有9個）都已經使用儒略改革曆，只有耶路撒冷、俄羅斯、烏克蘭、塞爾維亞和格魯吉亞仍使用儒略曆。
2022年12月24日，烏克蘭希臘禮天主教會領袖斯維亞托斯拉夫大總主教在會面上將一封闡述該教會主教們對於曆法改革的想法的信件交給烏克蘭正教會領袖伊皮法紐斯都主教以供參考。兩位領袖決定成立一個共同工作小組，以提出具體的曆法改革建議。這工作小組是為紀念於325年在尼西亞舉行的第一次尼西亞公會議，在該公會議上，確立了教會生活的曆法原則。
2023年5月24日，烏克蘭正教會召開主教公會議之後，要求政府調整公眾假期烏克蘭保衛者日和烏克蘭建國日的日期，這兩個節日與聖母帡幪節和烏克蘭基督教化推動者弗拉基米爾一世·斯維亞托斯拉維奇相關。
2023年6月28日，烏克蘭總統弗拉基米爾·澤連斯基向烏克蘭最高拉達提交一項法案，該法案將烏克蘭建國日從7月28日改為7月15日，將烏克蘭保衛者日從10月14日改為10月1日，並取消了1月7日的聖誕節，確認12月25日為唯一的慶祝日期，反映烏克蘭正教會和烏克蘭希臘禮天主教會的曆法變化。教會界沒有預料到澤連斯基會敢於迅速取消1月7日的聖誕節假期。最高拉達在2023年7月14日通過這項法律，有241名議員投贊成票。

## 東正教

### 烏克蘭正教會
2020年12月，烏克蘭正教會領袖伊皮法紐斯都主教表示，他們可以改變慶祝節日的日期，只要教會和信徒都同意，而且事先做好宣傳教育。他還說，如果更改聖誕節的日期，其他固定節日也要推前13天。
2021年12月，伊皮法紐斯表示，希望在未來10年內，大多數烏克蘭人能夠在12月25日慶祝聖誕節，並強調他個人支持按照儒略改革曆慶祝聖誕節，這是16個自主正教會中的9個所採用的曆法，但這個過程必須逐步進行。
我們要先做好宣傳教育。其實我們都是在25號過聖誕節，只是用的是不同的曆法。是的，這個錯誤需要被糾正。但傳統就是傳統，傳統不是一下子就能改的，它已經深入人心，如果我們改了，我覺得大多數情況下，25號的教堂會空空如也，而7號的教堂會擠滿人。
所以，我們要讓人民慢慢接受，自覺地參與，當我們團結一致的時候。但這個過程要一步一步來，我們看到它還在推動，贊成改變的人也在增加。我想，在10年內，我們會看到這些數字會有變化。
這主要跟我們內部傳統有關。我們已經討論過並分析過了。雖然今年，我沒有看到有很多人在談論慶祝聖誕節的事。在前兩年，不知道是不是有人故意炒作，我記得前年，他們引用了我的話，說我不反對改變，其實我真的不反對。但這必須正確地完成。我們需要明智地行動。——伊皮法紐斯都主教
2022年10月18日，烏克蘭正教會宣佈，各教區可以在12月25日用儒略改革曆過聖誕節。如果有司鐸和信徒的支持，他們可以在 2022年12月25日按照自己的決定舉行聖誕禮拜儀式，並把參加人數的資料報告給基輔都主教府。如果教徒參與當日的聖誕禮拜，那參加的人就不用在這一天禁食。
2022年12月25日，伊皮法紐斯表示，他們會在下一次的主教公會議上討論當日用新方式過聖誕節的效果，包括總結正面的和負面的反應。烏克蘭正教會將繼續以集體的方式決定曆法改革的下一步，他們的最終目的是：不讓反對者或不明智的狂熱者用各種理由造成教會的分裂。
2023年1月6日，伊皮法紐斯表示，想要用儒略改革曆過節的教區，只要等到下次主教公會議的決定，就可以改變曆法。他還說，烏克蘭正教會已經開始改革曆法，並且會在2023年內完成。烏克蘭正教會發言人尤斯特拉修斯·佐里亞總主教認為，改革曆法的事會很順利且迅速推進，但重要的是，這個問題不要造成社會和烏克蘭正教會的分裂，因此這一切必須要經過深思熟慮。
2023年2月日，烏克蘭正教會神聖主教公會議允許並批准給教區和修道院完全使用儒略改革曆的祝福程序，並且決定在2023年5月24日召開主教公會議來討論改革曆法的事。2023年2月6日，尤斯特拉修斯總主教在烏克蘭希臘禮天主教會決定轉換到新曆法後表示，他們有充分的理由在2023年5月做出關於烏克蘭正教會轉換到新曆法的積極決定。
2023年3月2日，烏克蘭正教會首次分別按兩種不同的曆法，儒略曆和儒略改革曆來發佈最重要的節日和聖人的紀念日，並強調曆法改革問題的迫切性，因為烏克蘭正教會收到了來自教區、修道院、平信徒、神職人員和主教們的眾多請求，他們都想用儒略改革曆來過節。
2023年5月24日，在基輔洞窟修道院的食堂教堂舉行的主教公會議上，烏克蘭正教會通過從9月1日起轉換到儒略改革曆的決定。這個決定在2023年7月27日的基輔公會議上得到確認。
2023年11月12日，基輔洞窟修道院宣佈從11月15日開始使用儒略改革曆，這一天正好是主降生齋期的開始。

### 烏克蘭正教會 (2022年)
在烏克蘭有大約100個羅馬尼亞人教區，它們隸屬於烏克蘭正教會 (2022年)，其一直用儒略改革曆在12月25日過聖誕節，跟羅馬尼亞正教會一樣。
根據2023年6月1日和2日社會學機構「評級」做的調查，有超過 40%的烏克蘭正教會 (2022年)的信徒贊成曆法改革。但是，他們也是最多人反對曆法改革的群體，佔總數35%。

## 天主教
1582年，烏克蘭拉丁禮天主教會跟隨西歐實施格里曆，因為那時候烏克蘭是波蘭立陶宛聯邦的一部分，而該聯邦是天主教國家。

### 拜占庭禮天主教哈薩克暨中亞細亞宗座署理區
2023年2月7日，根據宗座署理瓦西里·霍維拉主教的教令，信徒大部分是烏克蘭族的拜占庭禮天主教哈薩克暨中亞細亞宗座署理區，將在2023年9月1日跟隨烏克蘭和波蘭的烏克蘭希臘禮天主教會轉用格里曆。

### 魯塞尼亞禮天主教穆卡切沃教區
未經教會特別是宗座署理尼爾·盧什恰克主教的適當許可，魯塞尼亞禮天主教穆卡切沃教區的堂區不能獨立決定是否過渡到格里曆或在12月24日至25日舉行聖誕彌撒。然而，教區也展開對轉用新曆法的研究。
2022年12月11日，烏日霍羅德主顯聖容堂區舉行全體會議，討論轉用格里曆的問題。結果，一封帶有信徒簽名的信，請求尼爾主教的許可。12月14日，尼爾主教祝福他們的請求，並允許教區轉換到格里曆。2023年2月10日，教區會議上正式批准與復活節一同改用格里曆的決定。

### 烏克蘭希臘禮天主教會
2020年12月，烏克蘭希臘禮天主教會領袖斯維亞托斯拉夫·舍夫丘克大總主教宣佈，希臘禮天主教會將與他們的正教會弟兄一起解決轉換用新曆法的問題。他還指出，這個問題不屬於教義的範疇，其應該要讓教會團結，不是讓教會分裂，並且他認為，按新曆法慶祝聖誕節，即12月25日，應該要平信徒自己決定。
2021年5月31日，烏克蘭希臘禮天主教意大利宗座代牧區通過從2021年9月1日起轉換到格里曆的決定。
2022年12月3日，斯維亞托斯拉夫宣佈，烏克蘭希臘禮天主教會有多年轉用格里曆的經驗，因為大多數在國外的教區和堂區已經很長時間按照新曆法慶祝節日。他表示，目前正在研究在烏克蘭轉換曆法的可能性。要做到這一點，需要三個原則：不只是聖誕節（要全部改革，所有的固定節日的日期都要改，比如聖尼古拉日是12月6日，烏克蘭保衛者日是10月1日等）；曆法改革需要與烏克蘭的其他教會一起進行；而戰爭不是曆法改革的適當時機。
2023年2月1日至2日，在利沃夫—布留霍維奇主教會議上，烏克蘭希臘禮天主教會決定，從2023年9月1日起，烏克蘭的希臘禮天主教會將轉用新曆法（格里曆）過於固定的節日，並保留儒略曆的復活節，這決定由斯維亞托斯拉夫在2023年2月6日宣佈。曆法改革將有兩個階段。第一個階段是改固定的節日，第二個階段是改復活節。那些在2023年不準備轉換到新曆法的社區，將有一個過渡期，可以等到2025年9月1日再改。
2023年2月6日，普熱梅希爾—華沙總主教區考慮到烏克蘭希臘禮天主教會的決定和2022年6月在波爾舍維齊的聯合教區大會代表們的意見，普熱梅希爾—華沙總主教區決定，從2023年9月1日起，波蘭烏克蘭希臘天主教會將轉用格里曆用於固定的節日。
2023年3月22日，根據烏克蘭希臘禮天主教聖伯多祿聖保祿教區米科拉‧比喬克主教的教令，從2023年9月1日起，澳大利亞和大洋洲烏克蘭希臘禮天主教會將完全轉用格里曆，包括可變的節日，與在歐亞的烏克蘭希臘禮天主教會不同。2023年3月24日，米科拉主教表示，澳大利亞和大洋洲烏克蘭希臘禮天主教會的曆法改革的主要目的是與整個天主教會和烏克蘭希臘禮天主教會保持一致。米科拉主教強調，只有日期會改變，而澳大利亞的烏克蘭人的慶祝傳統仍保持不變。
2023年4月22日，根據博赫丹·德久拉赫主教的教令，從2023年9月1日起，烏克蘭希臘禮天主教德國及斯堪地納維亞宗座代牧區將完全轉用格里曆，包括復活節，這與在烏克蘭和波蘭的烏克蘭希臘禮天主教會不同。
2023年6月9日，根據肯尼思·諾瓦基夫斯基主教的教令，烏克蘭希臘禮天主教倫敦聖家教區將從2023年9月1日起轉用格里曆，包括復活節。

## 基督新教
在烏克蘭，如果不計天主教拉丁禮教會，新曆法的實施過程是由基督新教教派首先開始的。
在喀爾巴阡魯塞尼亞的匈牙利歸正會和烏克蘭德國福音派信義會一直使用格里曆。

### 全烏克蘭福音派基督教浸信會聯盟
2022年6月23日，全烏克蘭福音派基督教浸信會聯盟通過從2022年12月起轉用格里曆的決定。許多浸信會社區在這個決定之前已經按照新曆法慶祝聖誕節很多年。此外，在2022年，一些隸屬全烏克蘭福音派基督教浸信會聯盟的教會開始與西方基督徒一起按照格里曆慶祝復活節。
2022年6月29日，全烏克蘭福音派基督教浸信會聯盟理事會公佈關於按新曆法慶祝基督教節日的建議：
烏克蘭福音派基督教浸信會一直受（俄羅斯）正教會傳統的影響，尤其是過聖誕節、復活節和其他跟它們有關的節日。我們用舊曆法過節已經有一百多年了。諷刺的是，我們過聖誕節是在新年之後，不是在新年之前，就像原本應該是這樣的。曆法的問題在2017年起變化，烏克蘭最高拉達認定12月25日是「西方禮儀」的聖誕節。這幾年，很多教會都用格里曆過聖誕節和復活節了。基於上述原因，全烏克蘭的福音派基督教浸信會聯盟理事會建議我們的教會用格里曆過聖誕節、復活節和其他基督教節日。——全烏克蘭福音派基督教浸信會聯盟理事會

### 烏克蘭信義會
2017年12月16日，烏克蘭信義會從2018年教會年度起轉用儒略改革曆，這是烏克蘭首例。

### 烏克蘭福音派基督教會
2022年7月6日，烏克蘭最大的五旬節運動聯盟，烏克蘭福音派基督教會委員會建議他們的教會跟世界上大部分的基督徒一樣，統一用格里曆過固定的基督教節日：
今天，烏克蘭拒絕了過去，這過去將其與俄羅斯、歐亞文化和西方對立的文化聯繫起來。基督教世界的曆法劃分是俄羅斯文明認同及其與歐洲地緣政治對立的要素之一。漸漸地，越來越多的烏克蘭基督徒選擇與西方保持一致，而當前的（俄烏）戰爭只是令這個願望進一步實現。——烏克蘭福音派基督教會

## 障礙

### 復活節
16個地方性的自主正教會中，有9個採用儒略改革曆（即聖誕節和格里曆同步，而復活節和儒略曆同步），除了芬蘭正教會，其使用的是格里曆。自從325年尼西亞公會議以來，計算復活節的日期有四個基本規則。復活節必須是：
- 春分後（3月21日）；
- 春分後的第一個滿月後；
- 滿月後的下一個星期日；
- 復活節必須在猶太人的逾越節之後，因為根據福音的見證，耶穌是在猶太人的逾越節後的第二天復活。

按照儒略曆，人們設計了一個永久復活節表，這是一個532年的週期，涵蓋所有可能的復活節日期，並且會不斷循環。但是，自從格里曆改革之後，這個永久復活節表就失效。在儒略改革曆中，人們找到了另一種算法來確定復活節的日期，這種算法也遵循尼西亞公會議的所有原則，與格里曆區別在於復活節極少會早於猶太人的逾越節。
為了解決復活節在格里曆與尼西亞公會議規則不同調的問題，一些正教會採用儒略改革曆，把固定的節日與格里曆同步，而把變動的節日與儒略曆同步。

### 俄羅斯正教會
俄羅斯正教會和它在烏克蘭的分支——莫斯科宗主教聖統烏克蘭正教會，利用曆法改革和天主教的議題來散播陰謀論。雖然大部分自主正教會都用儒略改革曆來慶祝宗教節日，但這個曆法和格里曆一致，莫斯科聖統烏克蘭正教會和俄羅斯政治宣傳卻宣揚這是一種天主教化。例如在2018年11月和12月，俄羅斯宣傳人員散播關於《烏克蘭正教會自主詔令》的虛假謠言，宣傳烏克蘭正教會將聖誕節從1月7日馬上改到12月25日，並且「跟天主教徒一樣」。烏克蘭正教會發言人尤斯特拉修斯·佐里亞駁斥這個謠言。

## 輿論
根據2021年底的調查，有25%的烏克蘭人贊成把聖誕節的日期從1月7日改到12月25日，但是有58%的人反對這種做法，還有15%的人表示不在乎。但其後的時間裏，反對改變聖誕節日期的人數有所下降（從69%減到58%），而支持這種做法的人數有所上升（從 15%增到26%）。在烏克蘭西部和首都基輔，支持把聖誕節日期改到12月25日的人最多，大約有40%。
2022年，俄羅斯侵略烏克蘭期間，社會學機構「評級」做了一項民意調查，發現有超過半數的烏克蘭人贊成把聖誕節的日期從1月 7日改到12月25日。根據11月20日和21日的調查結果，有44%的烏克蘭人支持這種做法，31%的人反對，23%的人不在乎，2%的人沒有答覆。
而在2023年6月初，「評級」又做了一項民意調查，有63%的烏克蘭人贊成曆法改革，18%的人反對，17%的人不在乎。在烏克蘭希臘禮天主教徒中，有92%的人支持改用新曆法，只有4%的人反對。在烏克蘭正教會信徒中，也有60%以上的人支持這種做法，但是有29%的人反對。另外，還有40%多的烏克蘭正教會 (2022年)的信徒也贊成改變曆法，不過他們當中反對的人最多，有35%。整體來看，烏克蘭西部的人最支持改用新曆法，有78%的人贊成。而東部和南部的人的支持率比較低，但是仍然約一半的人贊成把聖誕節的日期改到12月25日。
根據國際公司德勤在2023年11月進行的一項研究，隨著烏克蘭基督教會過渡到新曆法，大多數烏克蘭人（約45%）將在12月25日慶祝聖誕節，僅有17%在1月7日慶祝，而32%計劃進行雙重慶祝新舊聖誕節。

### 聖誕節調查
2022年12月24日，手機應用程式「行動」發起一項民意調查，問烏克蘭人想在哪一天過聖誕節。這項調查將持續到12月30日。在聖夜（格里曆和儒略改革曆的平安夜）中，也就是12月24日，已經有超過75萬人參加這項調查，其中有60%（45萬）的人選擇在12月25日過聖誕節。
民意調查在12月30日結束，有60%的烏克蘭人想在12月25日過聖誕節，而只有25%的人想在1月7日過聖誕節，還有13%的人雙重慶祝新舊聖誕節。不過，也有3%的人不過聖誕節。這項調查有 150萬人參加，創下了歷史新高。

## 結果
正在進行或已經完成從舊曆法轉換到新曆法的烏克蘭宗教組織列表：
| 轉換次序 | 宗教組織                                       | 批准日期          | 實施日期       | 採用曆法           |
| -------- | ---------------------------------------------- | ----------------- | -------------- | ------------------ |
| 1        | 烏克蘭信義會                                   | 2017年12月16日    | 2018年9月1日   | 儒略改革曆         |
| 2        | 烏克蘭希臘禮天主教意大利宗座代牧區             | 2021年5月31日     | 2021年9月1日   | 格里曆             |
| 3        | 全烏克蘭福音派基督教浸信會聯盟                 | 2022年6月23日     | 2022年6月23日  | 格里曆             |
| 4        | 烏克蘭福音派基督教會                           | 2022年6月23日     | 2022年12月     | 格里曆             |
| 5        | 普熱梅希爾—華沙總主教區                        | 2023年2月6日      | 2023年9月1日   | 格里曆，復活節除外 |
| 6        | 拜占庭禮天主教哈薩克暨中亞細亞宗座署理區       | 2023年2月7日      | 2023年9月1日   | 格里曆，復活節除外 |
| 7        | 烏克蘭希臘禮天主教會                           | 2023年2月1日至2日 | 2023年9月1日   | 格里曆，復活節除外 |
| 8        | 魯塞尼亞禮天主教穆卡切沃教區                   | 2023年2月10日     | 2023年9月1日   | 格里曆             |
| 9        | 烏克蘭希臘禮天主教聖伯多祿聖保祿教區           | 2022年3月22日     | 2023年9月1日   | 格里曆             |
| 10       | 烏克蘭希臘禮天主教德國及斯堪地納維亞宗座代牧區 | 2023年4月22日     | 2023年9月1日   | 格里曆             |
| 11       | 烏克蘭正教會                                   | 2023年5月24日     | 2023年9月1日   | 儒略改革曆         |
| 12       | 烏克蘭希臘禮天主教倫敦聖家教區                 | 2023年6月9日      | 2023年9月1日   | 格里曆             |
| 13       | 加拿大烏克蘭正教會                             | 2023年12月1日     | 2023年12月20日 | 儒略改革曆         |

東正教神學家、國際東正教神學協會主席帕夫洛·哈夫里柳克認為教會曆法的改變是一件重大事件，因為烏克蘭正教會將加入世界東正教社區，其中大多數獨立的正教會教區都使用儒略改革曆，並強調其政治影響：
是的，這一步無疑有政治後果。我想在戰前，我們會說教會只是為了加入其他基督教世界以一同慶祝聖誕節或其他節日。而今天，我們當然也需要考慮與侵略國的教會分道揚鑣之願望。——帕夫洛·哈夫里柳克
哈夫里柳克也認為，如果烏克蘭教會在和在海外的烏克蘭教會使用同一套曆法，這將更加拉近烏克蘭和西方烏克蘭僑民之間的關係。

## 外部鏈結
- Олег Павлишин. З історії впровадження григоріанського календаря в церковне життя українців （页面存档备份，存于）
- Церковний календар УГКЦ на вересень-грудень 2023 （页面存档备份，存于）
- Декрет Апостольського екзархату в Італії про перехід на григоріанський календар від 31 травня 2021 року （页面存档备份，存于）
- Декрет Перемишльсько-Варшавської митрополії про перехід на григоріанський календар від 6 лютого 2023 року （页面存档备份，存于）
- Декрет Апостольської адміністратури для католиків візантійського обряду в Казахстані та Центральній Азії про перехід на новий стиль для нерухових свят від 7 лютого 2023 року （页面存档备份，存于）
- Декрет Мельбурнської єпархії святих апостолів Петра й Павла про перехід на григоріанський календар від 22 березня 2023 року （页面存档备份，存于）
- Декрет Апостольського екзархату для українців візантійського обряду в Німеччині та Скандинавії про перехід на григоріанський календар від 22 квітня 2023 року （页面存档备份，存于）
- Декрет Української католицької єпархії Пресвятої родини в Лондоні про перехід на григоріанський календар від 9 червня 2023 року （页面存档备份，存于）
  - Пастирський лист щодо реформи літургійного календаря від єпископа Кеннета （页面存档备份，存于）
- У ПЦУ розповіли про свята в квітні – за новим і за старим календарями
- Доповідь Предстоятеля на Архієрейському Соборі від 24 травня 2023 року （页面存档备份，存于）
- Постанови Архієрейського Собору від 24 травня 2023 року （页面存档备份，存于）